# Informe Especial sobre Escenaris d'Emissions
L'Informe Especial sobre Escenaris d'Emissions (IEEE, o SRES en anglès de The Special Report on Emissions Scenarios) és un informe del Grup Intergovernamental sobre el Canvi Climàtic (GICC) que es va publicar l'any 2000. Els escenaris d'emissions de gasos amb efecte d'hivernacle descrits en aquest informe es van fer servir per a desenvolupar projeccions futures del canvi climàtic. Els escenaris SRES, com se'ls sol anomenar, es van utilitzar en el Tercer Informe d'Avaluació de l'IPCC (TAR), publicat l'any 2001, i en el Quart Informe d'Avaluació de l'IPCC (AR4), publicat l'any 2007.
Aquests escenaris van ser dissenyats per a millorar alguns aspectes dels escenaris IS92, que havien estat utilitzats en el Segon Informe d'Avaluació de l'IPCC de l'any 1996 (SAR). Aquests escenaris representaven un conjunt de possibles evolucions de la concentració de gasos amb efecte d'hivernacle a l'atmosfera durant el segle xxi i es van prendre com una possible referència de l'evolució d'aquestes concentracions. Tot i així, la definició de tots els escenaris no va tenir en compte cap de les mesures actuals o futures per a reduir o limitar els gasos amb efecte d'hivernacle (GEH) (per exemple, el Protocol de Kyoto de la Convenció Marc de les Nacions Unides sobre el Canvi Climàtic). Per tant, els escenaris SRES no abastaven tota la gamma de futurs possibles, per la qual cosa l'any 2005 es van definir un nou conjunt d'escenaris (Escenaris RCP) que s'han utilitzat en el Cinquè Informe d'Avaluació de l'IPCC (AR5), de 2013. L'últim informe de l'IPCC és el sisè, de l'any 2023, i va servir com a base de treball per a la Conferència de l'ONU sobre el Canvi Climàtic 2023 (COP28).

## Famílies d'escenaris
Els escenaris SRES es declinen per un conjunt de quatre famílies d'Escenaris d'Emissions, que tenen les següents característiques principals:

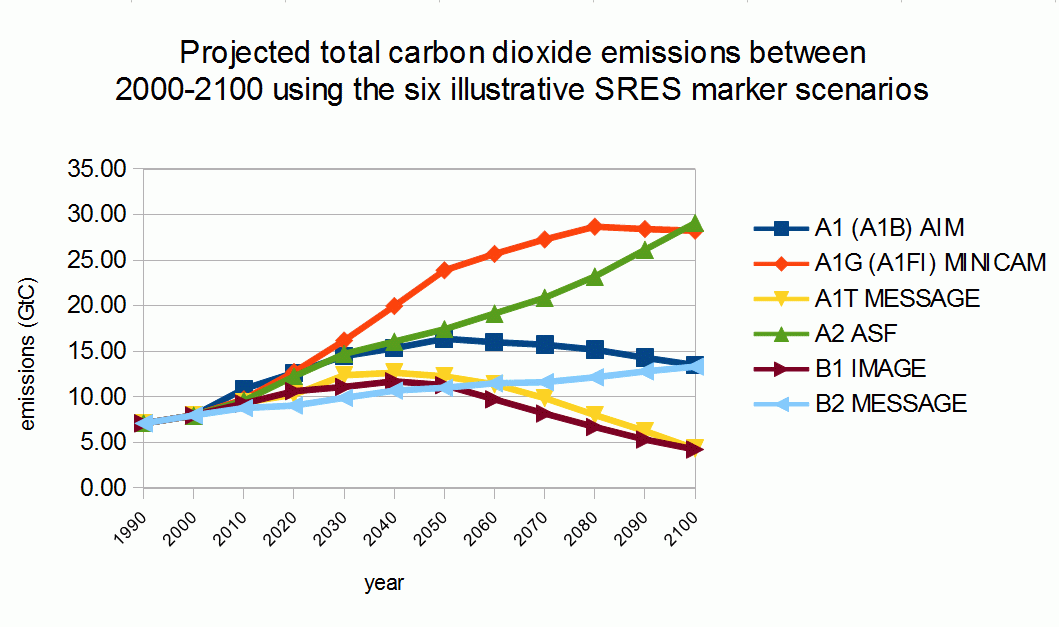
Evolució projectada de les emissions totals de diòxid de carboni per al període 2000-2100 segons els sis escenaris SRES il·lustratius

### A1
La línia evolutiva i família d'escenaris A1 descriu un món futur amb un ràpid creixement econòmic, una població mundial que arriba al seu valor màxim cap a mitjans del segle i disminueix posteriorment, i una ràpida introducció de tecnologies noves i més eficients. Les seves característiques distintives més importants són la convergència entre regions, la creació de capacitat i l'augment de les interaccions culturals i socials, acompanyades d'una notable reducció de les diferències regionals quant a ingressos per habitant. La família d'escenaris A1 es desenvolupa en tres grups que descriuen adreces alternatives del canvi tecnològic en el sistema d'energia. Els tres grups d'escenaris definits es diferencien en la seva orientació tecnològica: utilització intensiva de combustibles d'origen fòssil (A1FI), utilització de fonts d'energia d'origen no fòssil (A1T), o utilització equilibrada de tota mena de fonts (A1B).

#### A2
La família de línies evolutives i escenaris A2 descriu un món molt heterogeni. Les seves característiques més distintives són l'autosuficiència i la conservació de les identitats locals. Les pautes de fertilitat en el conjunt de les regions convergeixen molt lentament, amb la qual cosa s'obté una població mundial en continu creixement. El desenvolupament econòmic està orientat bàsicament a les regions, i el creixement econòmic per habitant així com el canvi tecnològic estan més fragmentats i són més lents que en altres famílies d'escenaris.

#### B1
La família de línies evolutives i escenaris B1 descriu un món convergent amb una mateixa població mundial que arriba a un màxim cap a mitjans del segle i descendeix posteriorment, com en la família d'escenaris A1, però amb ràpids canvis de les estructures econòmiques orientats a una economia de serveis i d'informació, acompanyats d'una utilització menys intensiva dels materials i de la introducció de tecnologies netes amb un aprofitament eficaç dels recursos. En aquesta línia evolutiva es dona preponderància a les solucions d'ordre mundial encaminades a la sostenibilitat econòmica, social i mediambiental, així com una major igualtat, però en absència d'iniciatives addicionals en relació amb el clima.

#### B2
La família de línies evolutives i escenaris B2 descriu un món en el qual predominen les solucions locals vers la sostenibilitat econòmica, social i mediambiental. És un món la població del qual augmenta progressivament a un ritme menor que a la família A2, amb uns nivells de desenvolupament econòmic intermedis, i amb un canvi tecnològic menys ràpid i més divers que en les línies evolutives B1 i A1. Encara que aquest escenari està també orientat a la protecció del medi ambient i a la igualtat social, se centra principalment en els nivells local i regional.